# اواریستو فریزونی
اواریستو فریزونی (انگلیسی: Evaristo Frisoni; ۱ اکتبر ۱۹۰۷ – ۱۷ دسامبر ۱۹۸۸) بازیکن فوتبال اهل ایتالیا بود.
از باشگاه‌هایی که در آن بازی کرده‌است می‌توان به باشگاه فوتبال آ.اس. رم و باشگاه فوتبال برشا اشاره کرد.